# My Bodell
Sara My Bodell, född 19 oktober 1973 i Vantörs församling, Stockholm, är en svensk skådespelare och regissör.

## Biografi
Bodell studerade vid Teaterhögskolan i Stockholm 1997–2001.  Efter studierna har hon varit engagerad vid Göta Lejon, Backstage och Teater Västernorrland. Hon regidebuterade på Teater Giljotin 15 februari 2003 med egna pjäsen Frossa.

## Filmografi (i urval)
- 1995 – Rederiet (TV-serie)
- 1995 – 30:e november
- 2002 – Beck – Sista vittnet
- 2004 – Om Stig Petrés hemlighet (TV-serie)
- 2008 – Fishy
- 2010 – My Little Pony: Vänskap är magisk (TV-serie) (röst som Rarity)
- 2012 – Barbie: Life in the Dreamhouse (TV-serie) (röst som Teresa)
- 2017 – My Little Pony: The Movie (röst som Rarity)

## Teater

### Regi
| År   | Produktion | Upphovsmän | Teater          |
| ---- | ---------- | ---------- | --------------- |
| 2003 | Frossa     | My Bodell  | Teater Giljotin |